# Christian Bourquin
Pour les articles homonymes, voir Bourquin.
Christian Bourquin  est un homme politique français, né le 7 octobre 1954 à Saint-Féliu-d'Amont (Pyrénées-Orientales) et mort le 26 août 2014 à Montpellier (Hérault). 
Il a exercé différents mandats parmi lesquels député de la troisième circonscription des Pyrénées-Orientales (1997-2002), président du conseil général des Pyrénées-Orientales (1998-2010), président du conseil régional de Languedoc-Roussillon de 2010 à sa mort, et sénateur des Pyrénées-Orientales de 2011 à sa mort.

## Biographie

### Études et vie professionnelle
Quatrième enfant d’une famille d’agriculteurs catalans de Saint-Féliu-d'Amont dans le Ribéral, il entre en 1973 à l'École nationale supérieure des arts et industries de Strasbourg et obtient un diplôme d'ingénieur en topographie. Il adhère au Parti socialiste en 1975.
Il entre en 1977, à vingt-trois ans, à la mairie de Montpellier en tant qu'ingénieur territorial où il est rapidement repéré par Georges Frêche, nouvellement élu maire, et au côté de qui il travaillera durant treize ans. 
En novembre 1989, Christian Bourquin revient dans les Pyrénées-Orientales pour diriger le bureau local de OPAC, l’Office HLM en lien avec la ville de Perpignan,.

### Carrière politique
En juin 1992, il prend la direction de la Fédération départementale du Parti socialiste. 
Aux élections législatives de mars 1993, il est encore inconnu du grand public, mais parvient au second tour des législatives dans la troisième circonscription des Pyrénées-Orientales, et totalise 46 % des suffrages contre François Calvet (UDF). 
En juin 1993, lors de l'élection municipale partielle de Perpignan qui fait suite à la démission du maire Paul Alduy, Christian Bourquin mène avec Jacqueline Amiel-Donat en deuxième position, une liste à « ossature politique » du Parti socialiste, ouverte à trois composantes de la cité, les écologistes, les acteurs économiques, les rapatriés pieds-noirs. Avec un résultat de 10%, il siège alors dans l'opposition face à Jean-Paul Alduy.
Il se présente aux cantonales à Millas en 1994 et devient conseiller général, puis maire de Millas en 1995, succédant à François Beffara, son beau-père. La dissolution de l'assemblée nationale au printemps 1997 lui permet d'être élu député de la troisième circonscription des Pyrénées-Orientales qui lui avait échappé quatre ans plus tôt.
Aux élections cantonales françaises de 1998, il est le chef de file de la gauche qui gagne 90 % des sièges renouvelables. Ce résultat lui permet d'accéder à la présidence du conseil général qui le réélit en 2001. Il doit alors abandonner sa fonction de maire pour cause de cumul et son épouse Damienne Beffara le remplace comme première élue à la mairie de Millas.
Christian Bourquin perd son poste de parlementaire avec la vague bleue des législatives de 2002. Il a été condamné pour minoration des comptes de campagne lors de l'élection cantonale de 2001, le 7 janvier 2009.
La victoire de la gauche aux élections locales de 2004 lui permet d'accéder à la 1re vice-présidence du conseil régional de Languedoc-Roussillon en responsabilité de la commission des finances. Il est également réélu pour un troisième mandat, président du conseil général des Pyrénées-Orientales.
Il est à nouveau battu une troisième fois par son éternel rival UMP, François Calvet, lors des élections législatives de juin 2007 dans la troisième circonscription des Pyrénées-Orientales.
La gauche conforte cependant sa majorité, réélisant Christian Bourquin pour un quatrième mandat de président du conseil général en 2008.
Le 23 février 2010, il est exclu du Parti socialiste à cause de son ralliement à Georges Frêche, lui-même exclu du PS trois ans plus tôt pour des propos polémiques sur l'équipe de France de football. Réintégré en 2011, le président de la région garde cependant jusqu'à la fin ses distances avec « Solférino ». 
Élu au Sénat en 2011, Christian Bourquin fait le choix de ne pas siéger au groupe socialiste, mais à celui du RDSE, à majorité PRG.
À la suite du décès de Georges Frêche, il est désigné candidat à la présidence de la région Languedoc-Roussillon au quatrième tour de scrutin, par le groupe des socialistes exclus et des apparentés, en devançant Robert Navarro pour l'Hérault, Didier Codorniou pour l'Aude, Alain Bertrand pour la Lozère, et Damien Alary pour le Gard. Il est ainsi élu président du conseil régional de Languedoc-Roussillon le 10 novembre 2010, au premier tour de scrutin, contre trois autres candidats. Pour une raison de non-cumul des mandats, il avait démissionné la veille de son poste de président du conseil général[réf. nécessaire].
Il meurt le 26 août 2014 des suites d'un cancer du rein, à l'hôpital Saint-Éloi de Montpellier. Ses obsèques civiles ont lieu le 29 août à Millas, accompagnées par une foule de plus de 3 000 personnes et par de nombreuses personnalités politiques régionales et nationales, dont Manuel Valls.

### Affaires judiciaires
Le 8 novembre 2010, Christian Bourquin est condamné par la cour d'appel d'Aix-en-Provence à une amende de 5 000 euros pour une affaire de complicité de délit de faux et minoration de comptes de campagne .
Le 12 janvier 2012, il est condamné à deux mois de prison avec sursis par le tribunal de Bordeaux pour favoritisme. Le 18 septembre 2012, le parquet requiert deux mois avec sursis et 10 000 € d'amende à l'encontre de Christian Bourquin lors du jugement en appel. Le jugement du 30 octobre 2012 ne confirme que les deux mois avec sursis. Le 22 janvier 2014, la condamnation de Bourquin à deux mois de prison avec sursis est définitive à la suite du rejet de son pourvoi en cassation (no 13-80009).
En décembre 2012, une plainte a été déposée à son encontre pour délit de favoritisme et la condamnation définitive a été prononcée par la Cour de cassation, chambre criminelle, le 22 janvier 2014, no 13-80009 (deux mois de prison avec sursis pour lui et son receleur, le dirigeant de la SARL Synthèse)[réf. nécessaire].
La Chambre Régionale des Comptes, dans son rapport d’observations définitives no 136/453 du 17 avril 2013, dénonce des « abus » et des « irrégularités » dans l'utilisation des fonds de la région, notamment 130 000 euros d'alcool en 2010, du linge commandé hors marché pour 31 654,28 euros ainsi qu'un voyage en Chine au devis anormalement élevé (103 320,37 euros). Elle note la multiplication par dix du chiffre d'affaires de communication réalisé avec la société Sens Inédit (plus de cinq millions facturés en dernière année), société détenue à 100 % par la société Synthèse, dont le dirigeant fut condamné en recel de délit de favoritisme avec Christian Bourquin pour les marchés passés par le conseil général dont Christian Bourquin était le Président, et relève « l'opacité » et de « nombreuses erreurs » dans l'attribution du marché à cette société (p. 58).

## Prises de position politiques

### Georges Frêche
Sur le plan politique, Christian Bourquin est proche de Georges Frêche (1938-2010), au point d'en être souvent présenté comme le « fils spirituel». Il est d'ailleurs élu à la première vice-présidence du conseil régional de Languedoc-Roussillon, chargé des finances. À la mort de Frêche en 2010, Bourquin devient à son tour président du conseil régional et continue la politique de son prédécesseur. Cette fidélité lui vaut d'être exclu en 2010 du parti socialiste, comme Frêche quelques années auparavant.

### Régionalisme

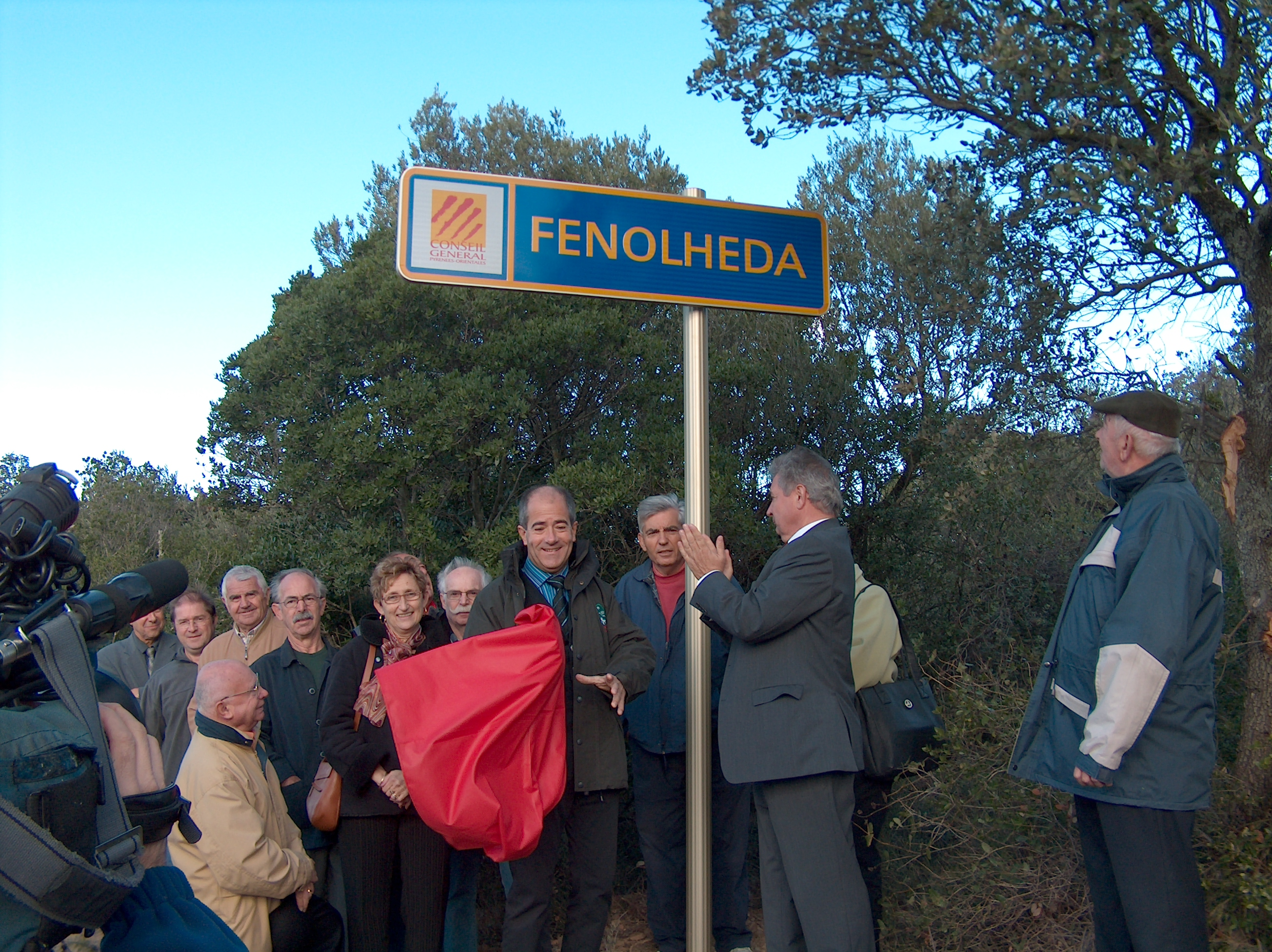
Christian Bourquin, en 2007, inaugurant un panneau signalétique en occitan indiquant le Fenouillèdes, partie occitane des Pyrénées-Orientales.

Attaché à sa région et à son département, Christian Bourquin promeut la « catalanité » (langue et culture catalanes), qu'il oppose au « catalanisme » (ou indépendantisme catalan). Issu de la partie catalane de la France, il encourage les initiatives visant à promouvoir la langue catalane, aide à la création ou au développement d'entités culturelles catalanes, tout en étant attaché à la région Languedoc-Roussillon (de traditions occitane et catalane) et à la France. Pour son département, il adopte le slogan « l'accent catalan de la république française ». En tant que conseiller régional, il promeut également la culture occitane.
En 2014, une réforme des régions françaises est proposée par le président de la République François Hollande. Une des motivations principales de cette réforme est de réduire le nombre de régions, d'en créer de nouvelles, plus grandes et supposément plus fortes économiquement. Le projet retenu propose de fusionner le Languedoc-Roussillon avec la voisine Midi-Pyrénées. Christian Bourquin, bien que faisant partie de la majorité gouvernementale, s'oppose vigoureusement à cette fusion, parlant d'« annexion » et de « mépris ». Il milite pour la conservation d'une région Languedoc-Roussillon, qui a selon lui une identité propre à préserver.

## Détail des mandats et fonctions
- 1994 - 2011 : conseiller général des Pyrénées-Orientales, élu dans le canton de Millas
- 1995 - 2001 : maire de Millas
- 1997 - 2002 : député de la troisième circonscription des Pyrénées-Orientales
- 1998 - 2010 : président du conseil général des Pyrénées-Orientales
- 2004 - 2010 : premier vice-président du conseil régional de Languedoc-Roussillon chargé des finances
- 2005 - 2008 : membre du bureau national du PS
- 2010 - 2014 : président du conseil régional de Languedoc-Roussillon
- 2011 - 2014 : sénateur des Pyrénées-Orientales.

## Honneurs
Deux établissements d'enseignement secondaire des Pyrénées-Orientales sont nommés Christian-Bourquin en hommage à l'ancien président de la région Languedoc-Roussillon : 
- un lycée à Argelès-sur-Mer, inauguré en 2015[19] ;
- un collège à Millas, lui aussi inauguré en 2015[20].